# Corydoras leucomelas
Espèce
Synonymes
Le Corydoras à nageoires noires (Corydoras leucomelas) est une espèce de poisson-chat d'eau douce de la famille des Callichthyidés.
Ce poisson est pacifique et paisible. Il est très souvent en activité de jour comme de nuit. Il vit en groupe.